# Chan Chan
Chan Chan (también escrito Chanchán, pronunciación: castellano [tʃaɲ.'tʃaŋ]) es una ciudad precolombina de adobe, construida en la costa norte del Perú por los chimúes. Se ubica al noroeste del área metropolitana de Trujillo entre los distritos de Trujillo y Huanchaco.
Chan Chan está formado por diez recintos amuralladas denominados «ciudadelas» y varias pirámides solitarias. El complejo arqueológico fue la capital del reino Chimor, organización estatal de la cultura Chimú. Es considerara la ciudad construida en adobe más grande de América y del mundo. En 1988 fue declarada como Patrimonio de la Humanidad por la Unesco e incluida, en el mismo año, en la Lista del Patrimonio de la Humanidad en peligro.

## Etimología
El significado original y la lengua de procedencia del topónimo Chan Chan permanecen como materias no resueltas entre los especialistas. Entre otros, se han ocupado del problema estudiosos como Ernst Middendorf, Jorge Zevallos Quiñones, Rodolfo Cerrón-Palomino y Matthias Urban. El problema es dificultado, por una parte, por lo errático de su registro escrito en los documentos coloniales, y, por otra, por la situación lingüística de la costa norperuana prehispánica. Como se sabe, la región de Trujillo incluía las lenguas mochica, quingnam, culli, quechua, entre otras; de las cuales, solamente el mochica y el quechua están suficientemente documentados. 
Actualmente son dos lingüistas (Rodolfo Cerrón-Palomino y Matthias Urban) que han hecho un análisis etimológico uno más que otro, pero ambos descartan un origen mochica
Respecto de la variación en su registro escrito, debe anotarse que el topónimo aparece por primera vez en la documentación escrito como <Cauchan> en el acta de fundación del cabildo de Trujillo de 1536. También se ha propuesto que el nombre <Canda> ofrecido por Gonzalo Fernández de Oviedo para referir a Trujillo sea otra variante escrita del moderno Chan Chan. La forma <Chanchan> recién aparece en la documentación de manera estable a partir de mediados del siglo XVII.

### Análisis etimológico de Matthias Urban
De acuerdo con la revisión de antecedentes ofrecida por Urban, tres han sido las propuestas etimológicas previas sobre el topónimo, dos de las cuales pueden considerarse plenamente fantasiosas e inmotivadas. Merecen este último calificativo las etimologías de H. Bauman como 'ciudad de serpientes', que apela inmotivadamente a lenguas mesoamericanas, y la de J. Kimmich como 'ciudad de la luna', que apela inmotivadamente a una palabra caribe para 'luna'. La tercera hipótesis etimológica la postuló el sabio alemán Ernst Middendorf, quien ofrece como étimo el sustantivo mochica xllang 'sol' (en la ortografía carreriana de esa lengua) y encuentra en el topónimo una reduplicación de tal raíz. Sin resultar convencido por ninguna de estas propuestas previas, Urban se inclina por la atribución tentativa del topónimo a la extinta lengua quingnam ya propuesta por Zevallos Quiñones. De acuerdo con estos autores, aunque no es posible ofrecer un étimo ni un significado primario para el topónimo, la atribución quingnam se justifica por haber sido esta la lengua del reino chimú y por la semejanza en su aparente estructura con otros topónimos y antropónimos regionales también aparentemente constituidos por la reduplicación de dos raíces monosilábicas, tales como Concon, Chichi, Choc Choc, Llac LLac, Niquenique, Pur Pur, Sac Sac, Cin Cin, Con Con, Cot Cot, Cuy Cuy, Muy Muy, Nono, Ñoño, Paspas, Pay Pay, Poc Poc, Qui Qui, Quin Quin, Sin Sin, Sol Sol, Suy Suy, etc.

Después de todo, Chan Chan puede bien ser un nombre propio de la ciudad cuyo origen se remonta a tal antigüedad que su etimología está más allá del alcance etimológico, como Roma en el Viejo Mundo. Resumiendo, en lo que toca a los aspectos formales, queda un conjunto de preguntas abiertas en la etimología middendorfi ana. Lo mismo vale para la semántica. Específi camente, queda intransparente qué relación tuvo la ciudad de Chan Chan con el sol. Middendorf mismo alude a la calentura de la llanura costeña como posible motivo de la denominación. Sin embargo, la costa norte de manera general se caracteriza por temperaturas altas, no solo el sitio donde se ubica Chan Chan, así que la alusión queda débil.

Aunque espero haber ampliado y profundizado la discusión etimológica del nombre Chan Chan en lo precedente, por el momento no queda más solución que concluir con Zevallos Quiñones ([1995] 2010, p. 11): “En tanto que no ocurran hallazgos gramaticales sobre la propia lengua de Chimo, la Quingnam, en algún archivo americano o europeo que contenga sermones, vocabularios, etc., quedaremos sin saber del término Chan Chan, pues no hay ayuda científica posible”.
Urban (2017, p. 135)

### Análisis etimológico de Rodolfo Cerrón-Palomino
Más recientemente, el destacado lingüista Ph.D. Rodolfo Cerrón-Palomino ha propuesto una etimología quechumara para el topónimo. De acuerdo con su hipótesis, tanto la forma <Chanchan> como las variantes <Cauchan> y <Canda> pueden explicarse por un étimo quechua *kanĉa 'corral, cerco, lugar cercado' y el morfema toponímico quechumara *-n (de probable etimología aimara). De ese modo, la pronunciación actual sería producto de una «trampa ortográfica», puesto que originalmente se habría utilizado la che <ch> para representar el sonido de una oclusiva velar /k/ a inicio de la palabra. Originalmente, el topónimo habría sido *kanĉa-n(i) '(lugar) donde abundan cercos o corrales', cuya quechualizacion da como resultado fonetico /kantʃáŋ/ en <Chanchán>. Según esta propuesta, el topónimo no sería ni mochica ni quingnam ni sería tan antiguo en el tiempo, sino que habría sido impuesto desde el quechua. Sin embargo, Urban ha rechazado esta última hipótesis como poco plausible y ratificado sus conclusiones previas., ante esto Rodolfo Cerrón-Palomino descarta las observaciones de Urban y se ratifica en su etimología propuesta, del cual le parece lo suficientemente explícita y rigurosa, concluyendo como definitivamente quechumara. 

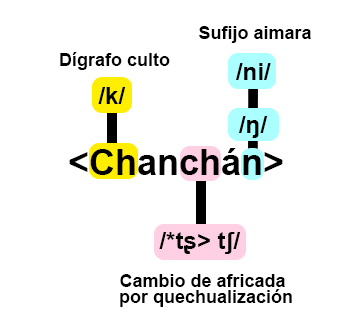
Reconstrucción de la fonética de Chanchán en /kantʃáŋ/, basado en la etimología de Rodolfo Cerrón-Palomino.
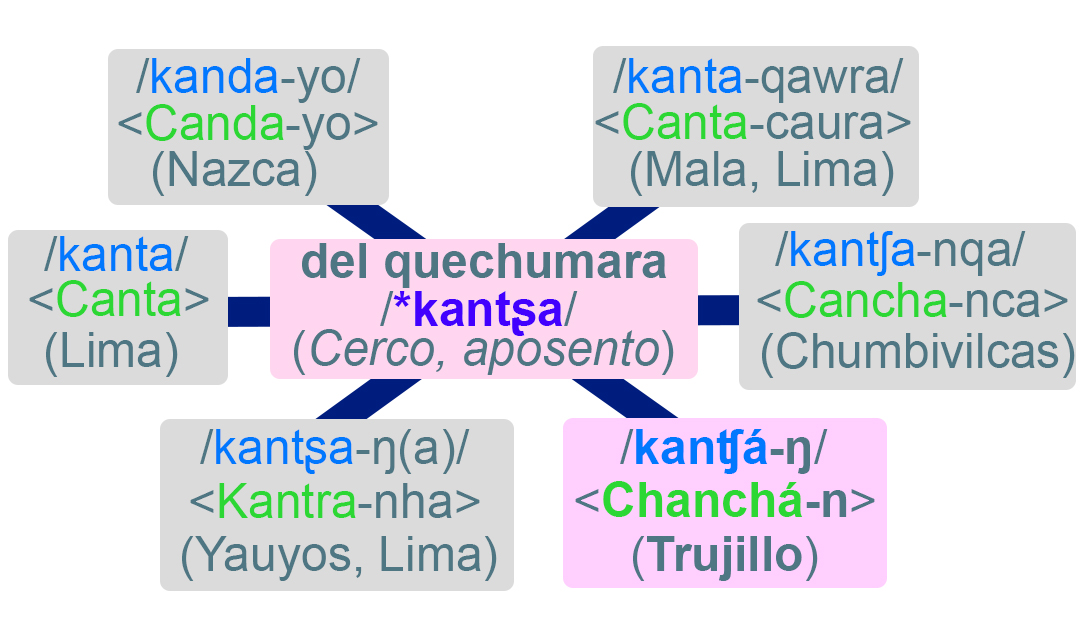
Se muestra al topónimo Chanchán relacionado con otros topónimos que tienen la misma raiz quechumara /*kantʂa/ (que es lo mismo como lo escribe en /*kanĉa/).

## Ubicación
La ciudad de Chan Chan, la capital de Chimú, localizada a 5 km de la actual ciudad de Trujillo, está cruzada por calles y avenidas, perfectamente delineadas, que separan depósitos, pozos de agua, talleres, palacios de la nobleza y barrios de trabajadores. Poseía una red de caminos que la conectaban con los centros administrativos de los valles circundantes.

## Historia

### Reino chimú
Desde fines de los años 600 y comienzos del 700, en la costa norte de Perú surgen nuevos modelos de ciudades, donde la estructura principal no fue únicamente una pirámide ceremonial, sino una gran cantidad de cuartos y edificios cercados por grandes muros, que acompañan a esta como la parte más importante del asentamiento. Un ejemplo de esto lo tenemos en las urbes de Pampa Grande, en el cercano valle de Lambayeque y Galindo, en el mismo valle de Moche. Lejos de las diferencias formales, en ambos se puede notar la importancia que tienen los grandes recintos amurallados, que albergan edificios dedicados a funciones administrativas y ceremoniales. Otro ejemplo, lejano físicamente, pero contemporáneo, son las ciudades de Cajamarquilla y Pachacámac en la costa Central (ambos próximos a Lima).
Por su gran volumen y su antiguo prestigio de haber sido la capital de un importante y rico reino, Chan Chan ha estado presente en el interés de los viajeros e investigadores desde hace siglos.
Tacaynamo fue el primer soberano de Chan Chan. Tuvo un hijo llamado Guacricaur, y este uno al que llamó Ñancempinco. Fueron diez los reyes de esta dinastía. El último, Minchancaman fue derrotado por los incas.
Estimaciones actuales indican que tuvo de 20 000 a 30 000 habitantes en su fundación, pero cuando el reino se expandió (desde 1300 aprox.) la población aumentó de 60 000 a 100 000 habitantes. Cuando Túpac Yupanqui sitió la ciudad en 1470 y destruyó los acueductos que le suministraban agua, la población se redujo a unas 5000 o 10 000 personas. Finalmente hacia 1500 los chimúes se rebelaron y Huayna Cápac la saqueó y quemó parcialmente. La población total del reino chimú era de 500 000 personas. Tras la conquista se redujo a 40 000 en un siglo.

### Durante la época virreinal
Durante la época del Virreinato de Perú (1532 - 1821), Chan Chan fue objeto de múltiples saqueos y destrucciones, pues existía la creencia que entre sus muros y pirámides estaba escondido un gran tesoro en piezas de oro y plata.

### Durante la época republicana
El 27 de julio de 1932 durante la Revolución aprista de Trujillo, un número indeterminado de ciudadanos fueron fusilados en las ruinas de Chan Chan por miembros del Ejército de Perú, esto debido a que, supuestamente, guerrilleros y militantes del APRA, que habían asaltado el cuartel O’Donovan, asesinaron a varios militares urristas durante el caótico gobierno del general Luis Miguel Sánchez Cerro. Posteriormente, las investigaciones del historiador Jorge Basadre y del periodista Guillermo Thorndike aclaran que el asesinato de los militares fue promovido por las mismas fuerzas civiles, sin la orden de los líderes apristas.

## Sitio arqueológico
El sitio arqueológico cubre un área de aproximadamente 20 kilómetros cuadrados, siendo considerada la ciudad de barro más grande del planeta.
Los conjuntos amurallados (palacios) que componen la metrópolis son los siguientes:
| Nombre actual | Nueva denominación | Significado atribuido por sus bautizadores |
| ------------- | ------------------ | ------------------------------------------ |
| Chayhuac      | Chayhuac An        | Casa De Chayhuac                           |
| Uhle          | Xllangchic An      | Casa del Este                              |
| Laberinto     | Fechech An         | Casa del Oeste                             |
| Gran Chimú    | Utzh An            | Casa Grande                                |
| Squier        | Fochic An          | Casa del Norte                             |
| Velarde       | Ñing An            | Casa del Mar                               |
| Bandelier     | Ñain An            | Casa de las Aves                           |
| Tschudi       | Nik An             | Casa del Centro                            |
| Rivero        | Chol An            | Casa Nueva                                 |
| Tello         | Tsuts An           | Casa Pequeña                               |

### Conjunto amurallado Nik An (Ex Tschudi)
El conjunto amurallado Nik An constituye la mayor ilustración de la importancia del agua, particularmente del mar, y del culto que se le rendía en la cultura chimú. Los altos relieves de las paredes representan peces, dirigidos hacia el norte y el sur (lo que puede interpretarse como representativos de las dos corrientes que marcan la costa peruana: la de Humboldt, fría, que viene del sur y la del Niño, caliente, que viene del norte), olas, rombitos (redes de pesca), así como pelícanos y anzumitos (mezcla de lobo de mar y nutria).
Esta sociedad costeña fue gobernada por el gran Chimucapac y cohesionada por la fuerza de un control social originado en la necesidad de un estricto manejo del agua, así como por las amenazas externas. El conjunto Tschudi tenía una sola puerta de entrada y altos muros de hasta doce metros, para una mejor defensa, y más anchos en sus bases (cinco metros) que en sus cumbres (un metro), en previsión de posibles temblores en esta costa sísmica.

## Arquitectura
La forma arquitectónica en la que está organizada Chan Chan refleja que existió una fuerte estratificación, con clases sociales distintas ocupando diferentes áreas y edificios propios a su condición económica. Las ciudadelas, por ejemplo, están protegidas por altas murallas y tienen un solo acceso, facilitando el control de los que ingresaban y salían.
Las ciudadelas comparten características formales, como:
- Son áreas cercadas de forma rectangular.
- Tienen orientación norte / sur.
- Están divididas en tres sectores.
- Es notable un alto grado de planificación en su construcción.
- Acceso principal ubicado al norte.
- Similar zonificación en su interior.
- La presencia de plazas, audiencias, depósitos, plataforma funeraria y pozos.

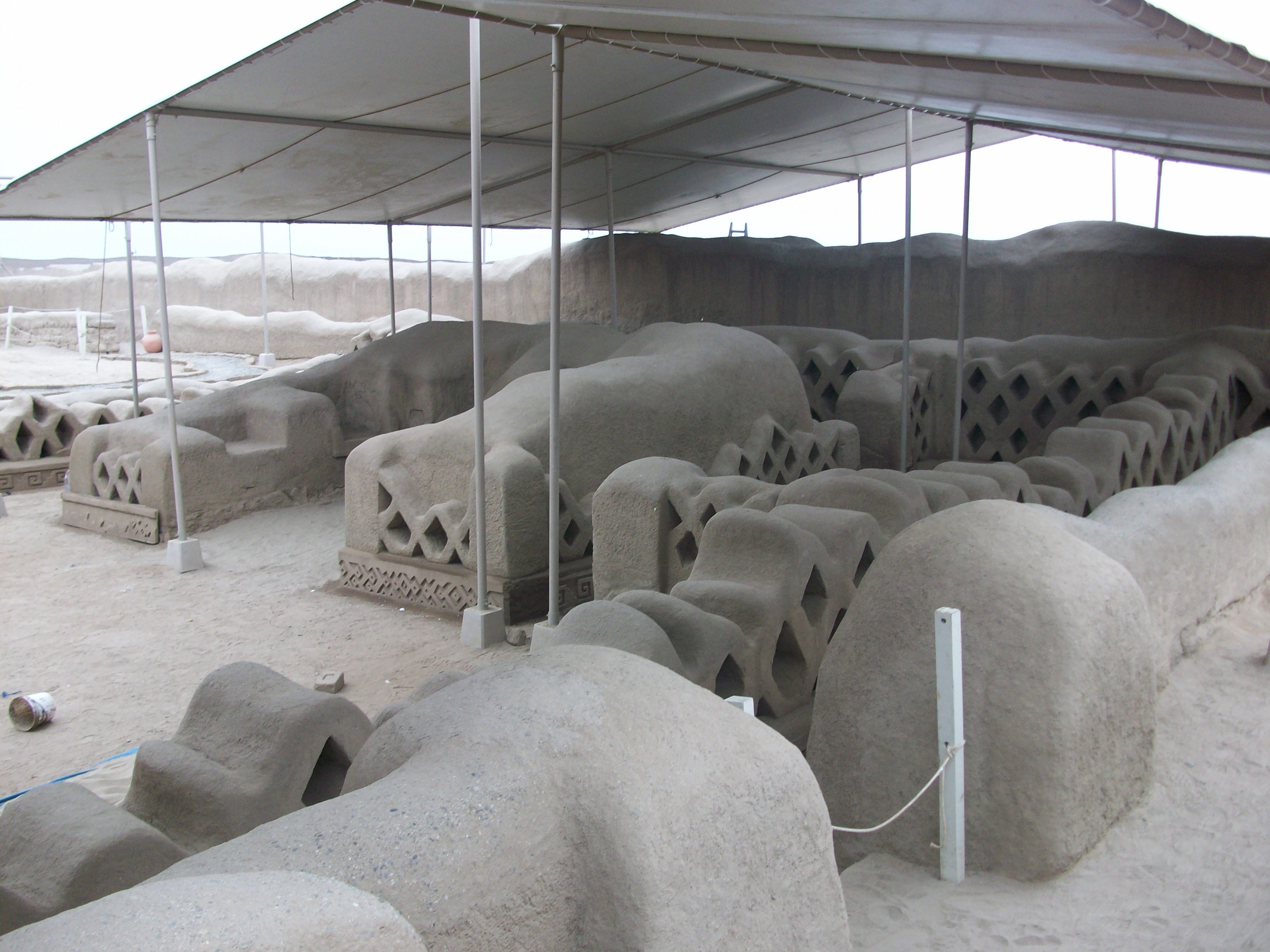
Ruinas de la ciudadela de Chan Chan en Trujillo (Perú).

En el interior, su organización está dada por tres sectores: norte, central y sur. 
El sector norte es una plaza o patio con banquetas (muros bajos que pueden ser usados para sentarse) en su perímetro, con un acceso hacia el sur, al que se llega subiendo por una pequeña rampa. Este acceso conduce a las audiencias y los depósitos. Las audiencias son construcciones que, vistas desde arriba, tienen forma de "U" y que debieron albergar a un funcionario o personaje ligado a las más importantes funciones administrativas de la ciudad. 
En el sector central se encuentra la mayor concentración de construcciones dedicadas al almacenamiento de productos. Además contiene la 'plataforma funeraria', pequeña pirámide trunca de baja altura, en cuyo interior estuvo enterrado el señor principal de cada una de las ciudadelas. La mayoría de estas plataformas fue saqueada en los primeros años de la conquista española (1531).
La zona central está formada por un conjunto de diez recintos amurallados (ciudadelas) y otras pirámides solitarias. Este conjunto central, cubre un área de unos seis kilómetros cuadrados. El resto, está formado por una multitud de pequeñas estructuras, veredas, canales, murallas y cementerios.
El sector sur, es en apariencia, un cercado libre de construcciones, pero gracias a las excavaciones arqueológicas, se ha podido saber que allí existieron estructuras hechas en materiales perecederos, que evidencian actividades domésticas. Esta zona fue el área de residencia, donde se ubicaban la cocina y los dormitorios. Seguramente por eso, es aquí donde se encontraba el pozo de agua que abastecía del líquido a los habitantes de la ciudadela.
Los complejos arquitectónicos de la élite se ubican fuera de las ciudadelas. Son recintos construidos en adobe con paredes y esquinas rectas (planto ortogonal), que se encuentran en una gran variedad de formas y muy diferentes entre sí en cuanto al tamaño y calidad de sus construcciones. Sin embargo, comparten una constante: repiten algunas características propias de las ciudadelas, como son patios, audiencias, depósitos, pozos de agua, orientación y distribución interna. Estos edificios no sirvieron únicamente como residencias, sino también a una vasta gama de actividades relacionadas con la administración. Los habitantes de estos complejos debieron realizar actividades semejantes o relacionadas con los dueños de las ciudadelas, aunque con mucha menos importancia política y económica.

### Material de construcción

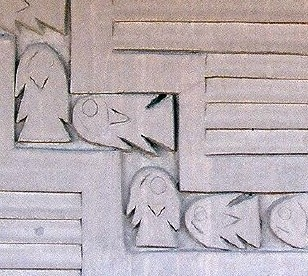
Detalle de muro Chimú en la ciudadela de Chan Chan.

Los muros están hechos de cantos rodados de 50 centímetros de alto, que sirven de base para paredes de quincha (caña con barro), con techos del mismo material, soportados por horcones de madera. Al interior se han descubierto evidencias de actividades domésticas, como fogones, batanes y cerámica utilitaria. Pero esta no fue la única ocupación de sus moradores. También las murallas estaban cubiertas en paneles de oro.
Se ha encontrado caña gadúa o caña brava que, llevada de la cuenca del Guayas (Guayaquil, Ecuador) se utilizaba en las orillas del río Moche, donde su utilización está comprobada en los estudios arqueológicos de la ciudad de Chan-Chán, según lo ha descrito el arquitecto peruano Emilio Harth Terré. Asimismo, las ciudadelas fueron construidas usando muros de adobe sobre cimientos de piedra unidos con barro, más anchos en la base y angostos en la cima. Para construir pisos, rellenos de paredes, rampas y plataformas, se emplearon adobes rotos, junto con tierra, piedras y otros desechos. La madera se usó para hacer postes, columnas y dinteles. También se usó la caña el carrizo y la estera. Los techos fueron confeccionados entretejiendo atados de paja.
Posee gran belleza y variedad en la cantidad de muros decorados con altorrelieves. Estos fueron hechos con moldes y decoran las paredes de los patios, audiencias y corredores al interior de las ciudadelas. Los motivos decorativos más comunes fueron las combinaciones geométricas, pero también son comunes las representaciones de peces y aves.

### Abastecimiento de agua

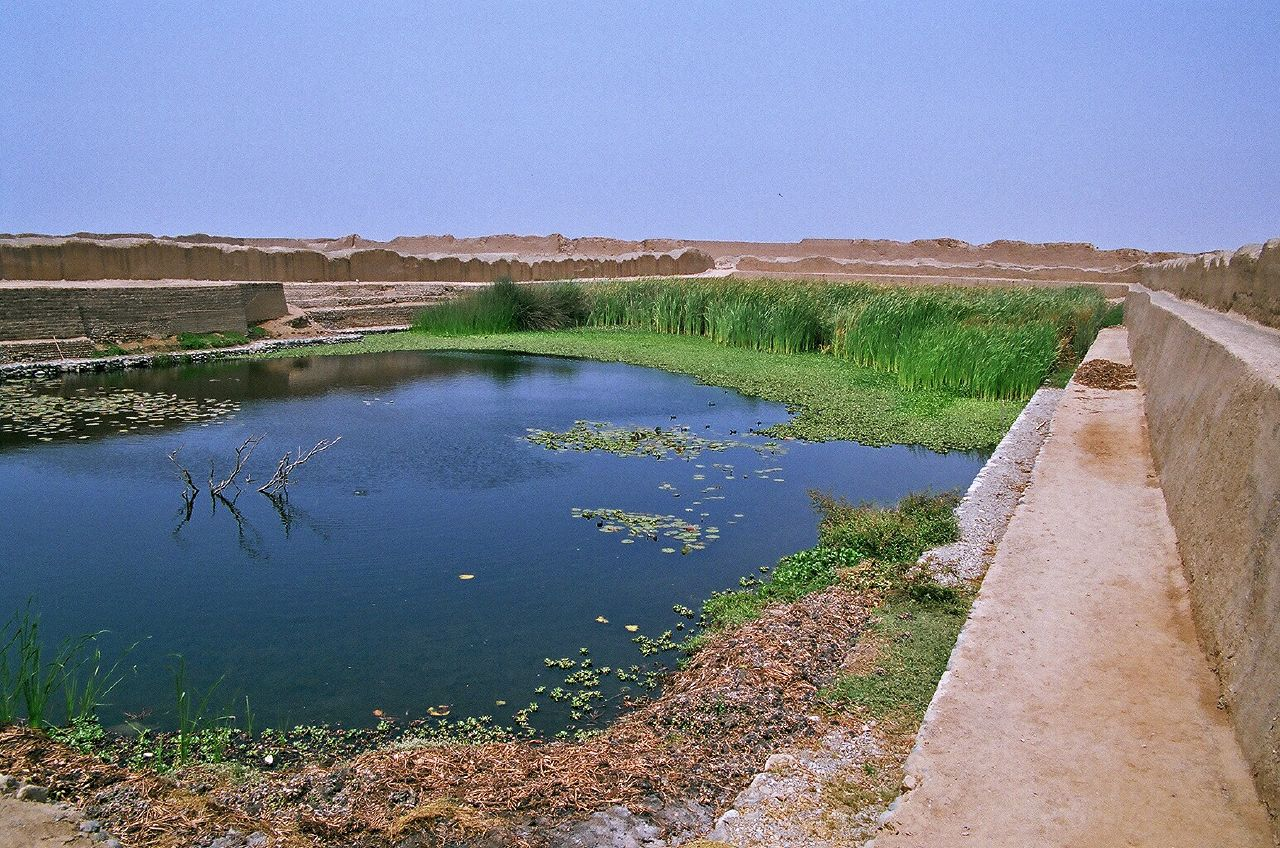
Reserva de agua en Chan Chan.

El abastecimiento de agua en Chan Chan se realizaba a través de más de 140 pozos, de los cuales el 60 % estuvo en la zona monumental (ciudadelas), y el 12 % en los barrios residenciales (de élite y marginales), a pesar de que allí moraba más del 90 % de la población.

## Amenazas y daños
Las principales amenazas del sitio arqueológico son las cuestiones meteorológicas, aguas subterráneas y presión demográfica. Chan Chan fue incluida en lista de Patrimonio de la Humanidad en peligro por la Unesco, desde su declaración. Chan Chan posee 46 puntos críticos aunque los daños superaron los mil. Para eso, se ha determinado que se deberán realizar obras de reestructuración de murallas, tratamientos de cabeceras, cubrimiento de horadaciones, etc. Los fondos serán provistos por el gobierno regional de La Libertad.
La ciudadela también es amenazada por invasiones debido a la poca vigilancia y la inacción de las autoridades, se han denunciado la urbanización con edificaciones de material noble y se han ofertado terrenos. Asimismo unos invasores han ocupado el terreno colindante a la vía que atraviesa Chan Chan.

## Reconocimiento
El complejo arqueológico de Chan Chan ha sido distinguido como recursos turístico de Jerarquía 4 por el Ministerio de Comercio Exterior y Turismo.